# Campanha Overland
A Campanha Overland, também conhecida como Campanha Overland de Grant e Campanha de Wilderness, foi uma série de batalhas travadas no estado da Virgínia, entre maio e junho de 1864, durante a Guerra Civil Americana. O tenente-general Ulysses S. Grant, comandante do Exército da União, dirigiu as ações do Exército do Potomac, comandado pelo major-general George G. Meade, e outras forças contra as tropas do Exército Confederado, sob comando do general Robert E. Lee e seu Exército da Virgínia do Norte. Embora Grant tenha sofrido pesadas baixas durante a campanha, o resultado geral foi uma vitória tática para a União. Proporcionalmente ao tamanho do exército, as perdas sofridas por Lee foram maiores que as de Grant, e os Confederados foram sendo forçados a recuar e então acabaram cercados em Richmond e Petersburg, em apenas oito semanas de luta.
Cruzando o rio Rapidan, no centro-norte da Virgínia, em 4 de maio de 1864, Grant buscou derrotar o exército de Lee ao mover rapidamente suas forças entre ele e Richmond, forçando o general confederado a uma batalha campal. Lee surpreendeu Grant ao atacar o numericamente superior exército da União na Batalha de Wilderness (5–7 de maio), resultando em pesadas baixas em ambos os lados. Contudo, ao contrário dos seus predecessores no Teatro Oriental, Grant não recuou suas tropas após a derrota, mas continuou marchando rumo a sudeste, retomando suas tentativas de interpor suas forças entre Lee e Richmond. O exército do general Lee foi capaz de se posicionar para bloquear estes movimentos. Na Batalha de Spotsylvania Court House (8–21 de maio), Grant atacou repetidamente segmentos das linhas de defesa confederadas, esperando quebrar as linhas de Lee, mas o resultado foi inconclusivo, com enormes perdas para ambos os lados.
Grant permaneceu manobrando suas forças, se encontrando com Lee no Rio North Anna (23–26 de maio). Nessa batalha, Lee manteve boas posições defensivas que lhe deu uma oportunidade de derrotar uma boa porção do exércico de Grant, mas doença impediu que Lee atacasse a tempo de encurralar as forças da União. A principal batalha da campanha foi a de Cold Harbor (31 de maio – 12 de junho), onde Grant apostou que as tropas de Lee estavam exaustas e ordenou um maciço ataque frontal contra as fortes posições defensivas confederadas, resultando em pesadas baixas para o exército da União. Novamente retornando a manobrar suas forças, Grant surpreendeu Lee atravessando furtivamente o Rio James, ameaçando tomar a cidade de Petersburg, que, caso fosse tomada, resultaria na eventual queda de Richmond, a capital confederada. Seguiu-se um cerco de quase dez meses contra Petersburg (junho de 1864 – março de 1865). A Campanha de Overland conseguiu quebrar o grosso do exército de Lee que, com Grant manobrando no seu encalço, não teve escolha a não ser se render, em abril de 1865, encerrando a guerra civil.